# Striberg
Striberg ist ein Ort (tätort) in der schwedischen Provinz Örebro län und der historischen Provinz Västmanland.

## Lage und Geschichte
Der Ort liegt etwa acht Kilometer nordöstlich vom Hauptort Nora der gleichnamigen Gemeinde Nora entfernt.
In Striberg treffen verschiedene Straßen, die länsväg 758, 763 und 764 aufeinander. Früher war Striberg auch ein Eisenbahnknoten. Hier traf die Bahnstrecke Striberg–Grängen auf die Bahnstrecke Striberg–Degerfors und die Bahnstrecke Striberg–Gyttorp. Diese Strecken sind alle stillgelegt und abgebaut.
Striberg war eine Bergbausiedlung – alle Gruben sind geschlossen.

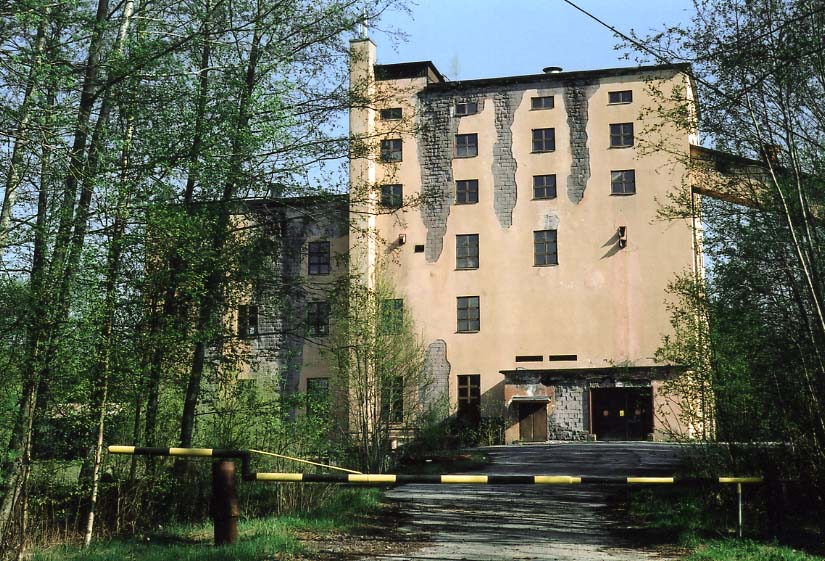
Schacht „Carl“ (2003)
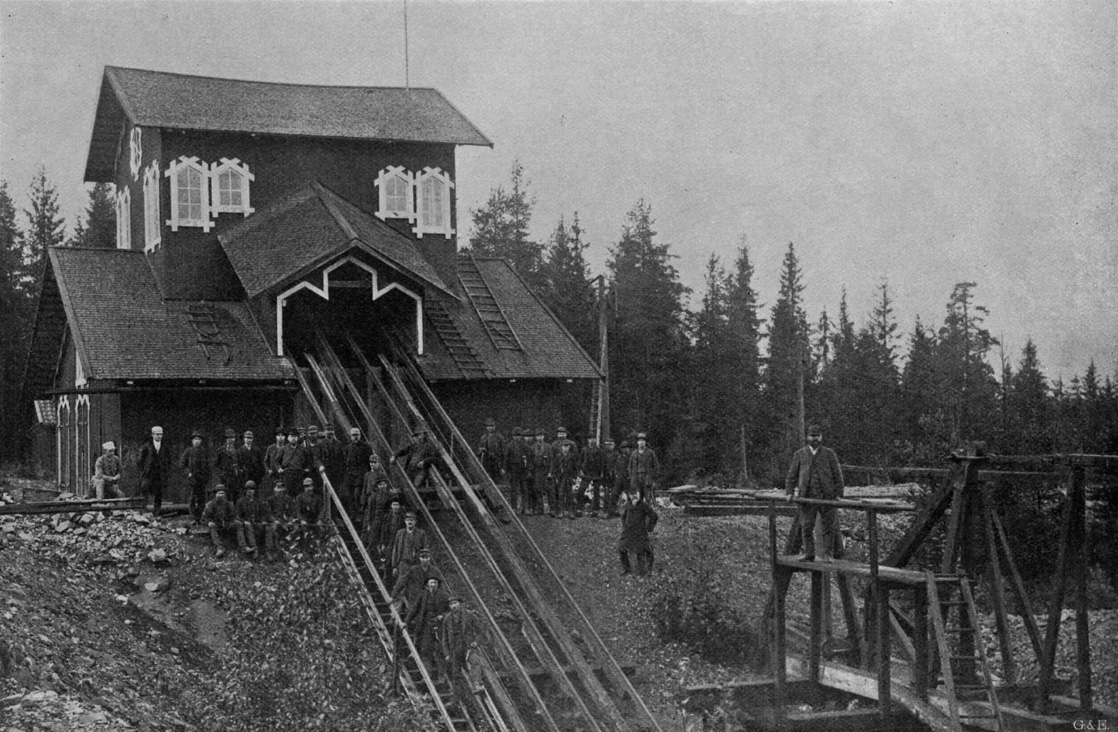
Komministergrube (1900)